# Байдемир, Осман
Осман Байдемир (род. 1971, Диярбакыр) — турецкий политик, адвокат и правозащитник курдского происхождения. В 2004—2014 годах являлся мэром Диярбакыра. Член партии мира и демократии, с 2014 года — Демократической партии народов.

## Биография
Родился в 1971 году в Диярбакыре. Окончил юридический факультет университета Диджле. В 1995 году был избран председателем отделения Ассоциации по правам человека в Диярбакыре. В 1995—2002 годах являлся членом правления и вице-президентом Ассоциации по правам человека. В феврале 1999 года Байдемир одним из первых вызывался защищать в суде Абдуллу Оджалана. В 2002 году баллотировался в парламент от партии DEHAP, но партия не смогла набрать минимально необходимые для прохождения в парламент 10 % голосов. В 2004 году был избран мэром Диярбакыра.

### Преследование
За свою правозащитную и политическую деятельность Осман Байдемир множество раз подвергался преследованиям и угрозам. Согласно сообщению Amnesty International от 12 февраля 2004 года, Байдемира более 200 раз привлекали к суду за его правозащитную деятельность. 11 июля 2006 года газета Radikal опубликовала сведения о том, что за предыдущие два года в отношении Османа Байдемира было проведено более 129 расследований.
Однажды Байдемир был привлечён к суду за отправку новогодней открытки, текст которой был написан на курдском языке. Он был обвинён в нарушении закона, запрещающего использовать буквы, не входящие в турецкий алфавит (в тексте, написанном в открытке, была использована буква «W»).
В апреле 2018 года Осман Байдемир и Сельма Ырмак были лишены депутатской неприкосновенности, и приговорены, соответственно, к полутора и 10 годам лишения свободы.

### Личная жизнь
В мае 2005 года Байдемир женился на Рейхан Ялчындаг, 23 апреля 2006 года у них родился сын Мирзанйар.